# Cirrilaspeyresia imbecillana
Cirrilaspeyresia imbecillana är en fjärilsart som beskrevs av Julius Thomas von Kennel 1901. Cirrilaspeyresia imbecillana ingår i släktet Cirrilaspeyresia och familjen vecklare. Inga underarter finns listade i Catalogue of Life.